# 御神牛

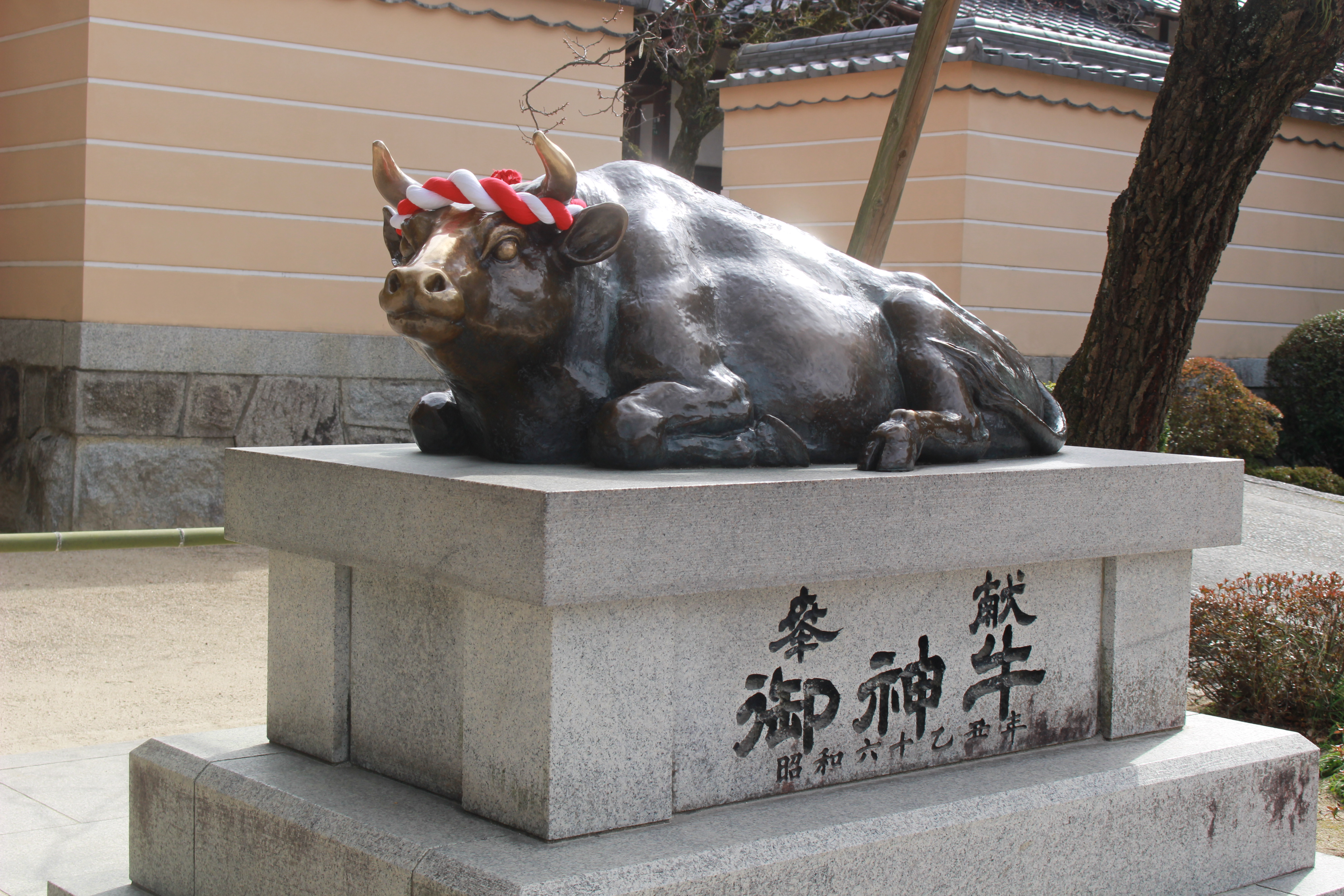
延寿王院前の御神牛（太宰府天満宮）

御神牛（ごしんぎゅう）とは、天満宮に奉納され境内に祀られた臥牛像のことである。牛の像を置いている神社は全国各地にあるが、なかでも天満宮では菅原道真公が牛と縁が深かったことから神の使いとして信仰の対象となり御神牛と呼ばれる。主に金属製や石製で、撫で牛や使い牛ともいう。ここでは特に太宰府天満宮にある御神牛について述べる。

## 菅原道真と牛
菅原道真と牛の関係については多くがあり、その深い結びつきから御神牛が置かれるようになった。
1. 菅原道真公は承和12年（845年）乙丑6月25日丑の日に生まれた。
2. 丑年生まれであったため、牛をかわいがっていた。
3. 左遷により大宰府に赴く途中、牛の鳴き声で刺客から逃れることができた。
4. 道真公は延喜3年（903年）2月25日丑の日に亡くなった。
5. 道真公の「遺骸を牛車にのせて人にひかせず、牛の赴くところにとどめよ」という遺言により、遺体は道真の住んでいた榎社から牛車で運ばれたが、四堂という場所で牛が動かなくなったため、その地を墓地として埋葬した[2]。
6. 延喜5年（905年）の乙丑8月19日、門弟である味酒安行は道真を埋葬した場所に神廟を建てた[3]。それが安楽寺であり、のちの太宰府天満宮の本殿である。
7. 「北野天神縁起絵巻」では牛車で道真公の亡骸を運び、牛がうずくまる横で埋葬するための穴を掘る場面が描かれている[4]。御神牛の多くが臥牛像であるのはここからきている。
8. のちに道真が神として祀られると、雷神であると同時に農業の守り神としても信仰されてきたが、農耕において牛は重要な働き手であることから、天満宮では神の使いとして信仰の対象となった[2]。
9. 天神様の正式な神号「天満大自在天神」の由来とされる仏教の守護神「大自在天」は白牛に乗っている[5]。

## 太宰府天満宮境内にある御神牛
太宰府天満宮の境内には11体の神牛像が存在する。以下の3体は紅白のねじり鉢巻きをしている。

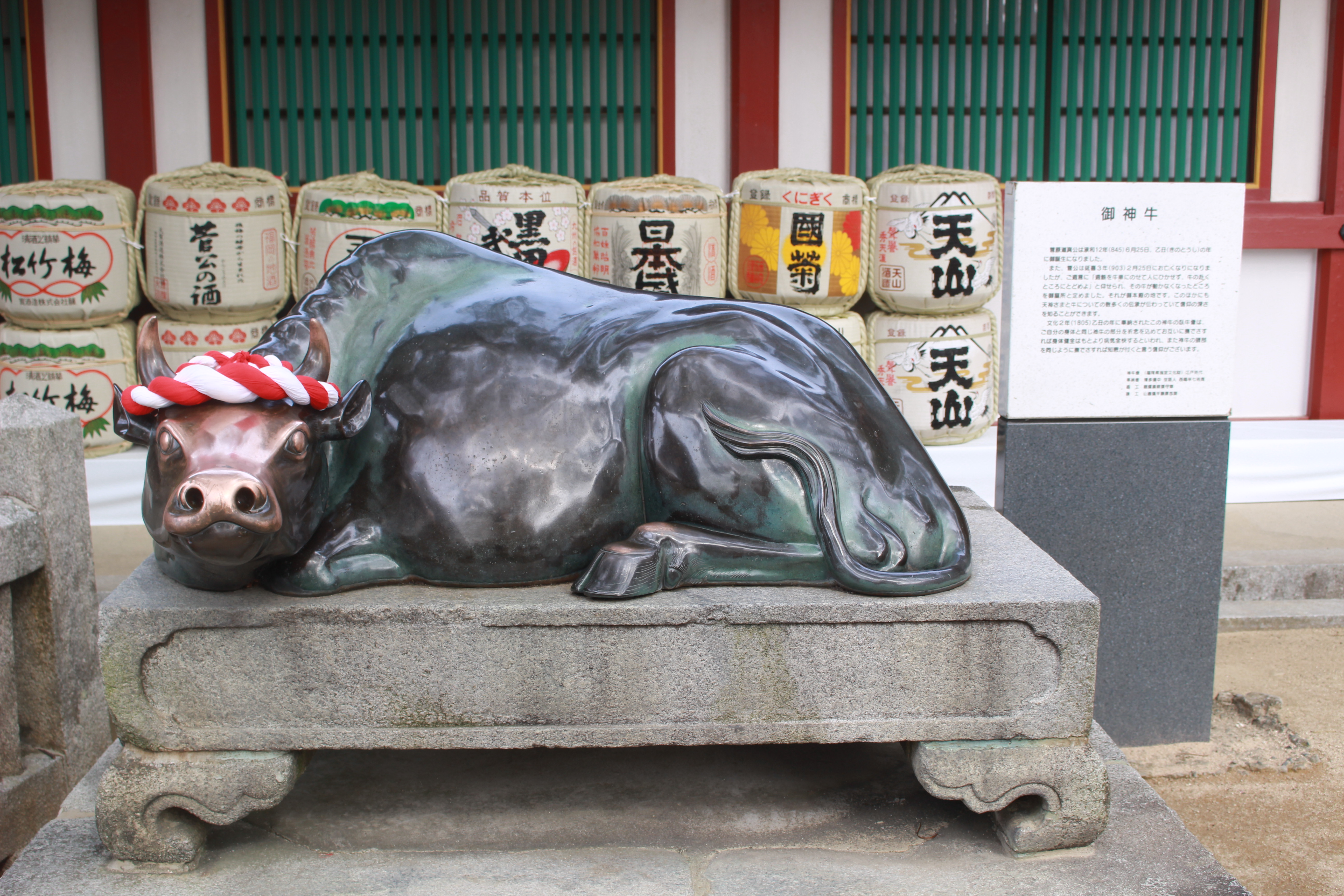
楼門右手前の御神牛（太宰府天満宮）

### 楼門右手前の神牛
文化2年（1805年）丑年に福岡連中、博多連中によって奉納された銅製の臥牛像で、工芸品として福岡県指定文化財の指定を受けている。画工は眠蝶斎耕守章、鋳工は山鹿儀平藤原包賢。案内板には「ご自分の体と同じ神牛の部分を祈念を込めてお互いに撫でさすれば身体健全はもとより病気全快するといわれ、また神牛の頭部を同じように撫でさすれば知恵が付くと言う信仰がございます」とある。

### 楼門左手前の御神牛
楼門右手前の神牛像と対を成すように祀られているのが、楼門左手前の臥牛像である。「昭和三十三年三月　福岡県糸島郡二条村福吉」とある。

### 延寿王院前の御神牛
太宰府駅から天満宮に向かう参道の突き当りに延寿王院、現在の太宰府天満宮宮司邸の前があり、その手間に立派なブロンズ像の御神牛がある。この神牛を撫でるために行列ができるほど人気があるが、太宰府天満宮の御神牛としては新しく昭和60年（1985年）丑年に建立されている。太宰府天満宮は当時の名誉宮司、宮司、氏子が発起人となり、広く奉賛を集め竣工したことが、台座に記されている。

## 神牛塚

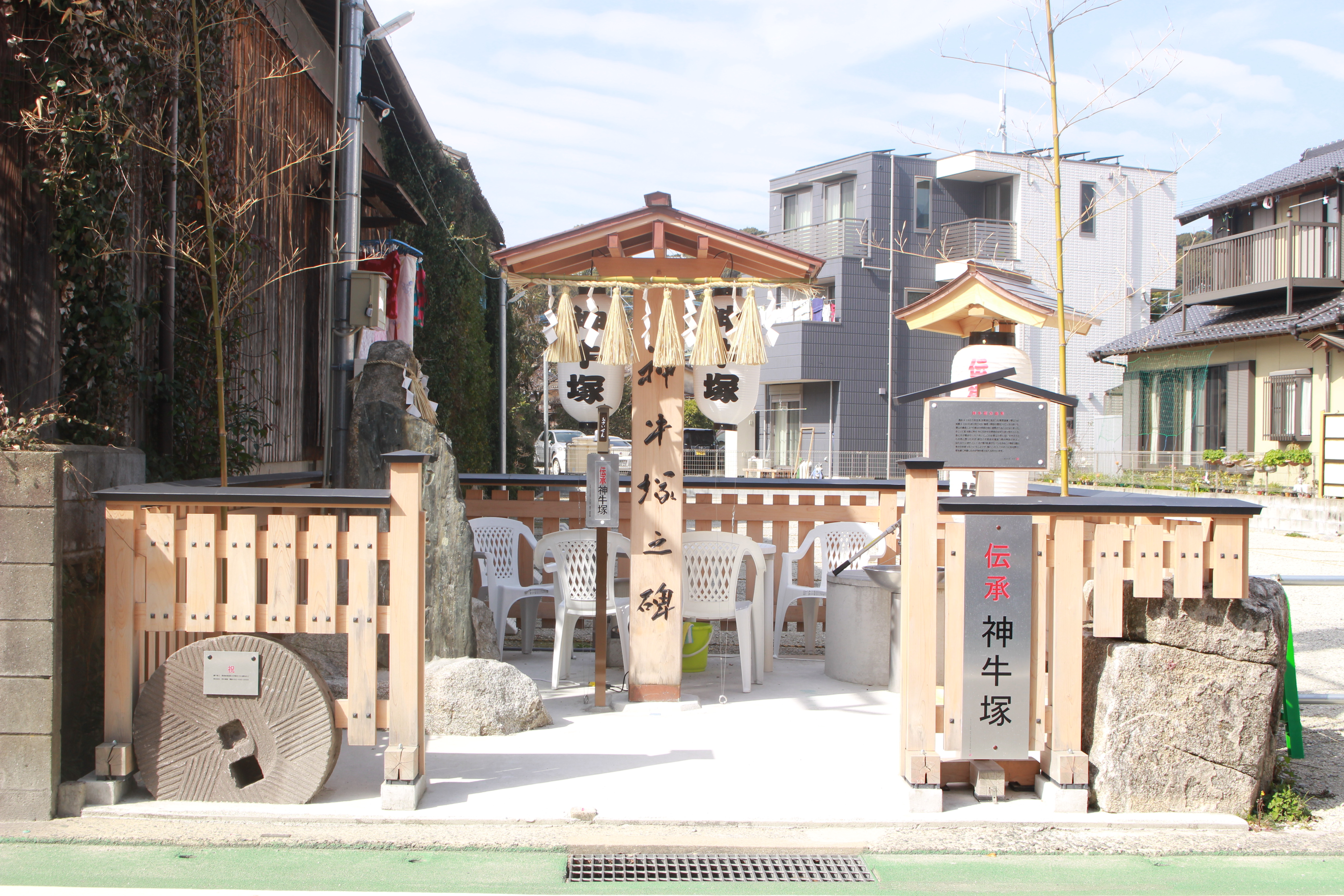
神牛塚の碑

延寿王院から参道をまっすぐ西に進むと駐車センターに突き当たるが、そこからみ南に進むと神牛塚がある。 
今の太宰府天満宮本堂のある場所で動かなくなった牛は、その帰り道にこの場所で倒れ息を引き取ったことから、牛を埋葬して自然石の碑を建てたものが神牛塚と言い伝えられている。 この碑はもともと民家の敷地内にあり、大正14年に丑年生まれの人々が還暦のお祝いとして新しい碑を建て民家で代々祀られてきたが、民家が取り壊され令和元年（2019年）12月、敷地内に新たな碑ともに移設された。